# Joseph Kekuku
Joseph Kekuku (1874-1932),  né Joseph Kekuku’upenakana’iaupuniokamehameha Apuakehau est l'inventeur de la steel guitar.

## Biographie

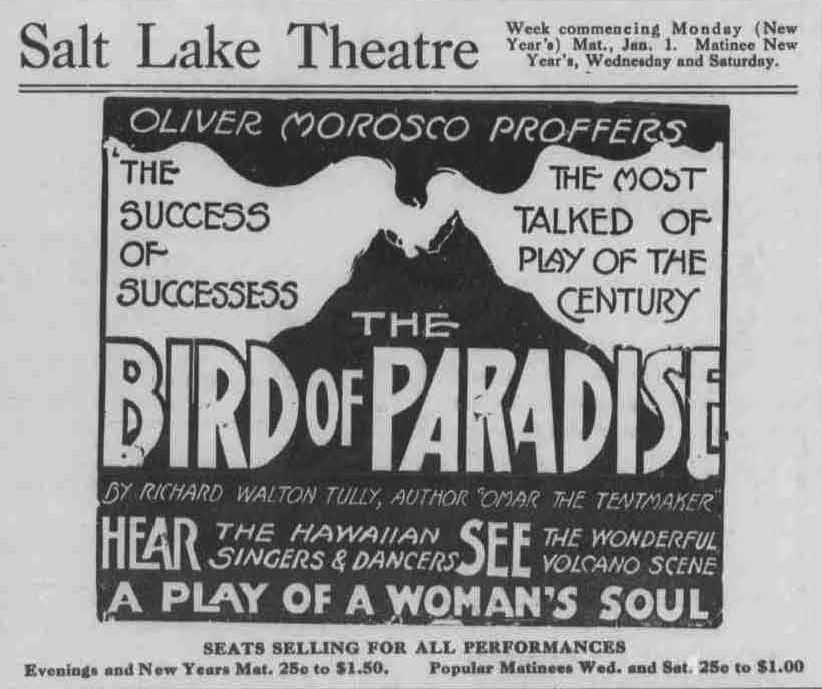
Publicité pour la célèbre pièce L'oiseau de paradis parue en 1916. Broadway popularise la musique hawaïenne chez les Américains depuis 1912.

Kekuku est né à Laie, un village sur l'île de O'ahu, à Hawaii. À l'âge de 15 ans, Joseph et son cousin Sam Nainoa partent à Honolulu dans un pensionnat . En 1889, alors qu'il était scolarisé à l'école pour garçons Kamahameha , Kekuku découvre accidentellement le son de la guitare steel.
Selon C. S. DelAno, éditeur de l'ouvrage Musique hawaïenne à Los Angeles, et auteur de Hawaiian Love Song, la première composition originale à être écrite à la guitare steel :
« Joseph m'a dit qu'il y a 42 ans, il était en train de marcher le long d'une route à Honolulu, avec une vieille guitare espagnole lorsqu'il vit un boulon rouillé sur le sol. En le ramassant, le boulon a accidentellement vibré sur l'une des cordes et a produit un ton nouveau qui fut plutôt agréable. Après avoir réitéré l'opération avec le boulon, Joe essaya avec le dos d'un canif, puis avec le dos d'un peigne en acier et, plus tard encore, avec une barre ultra polie, très similaire à la forme du métal qui est utilisée aujourd'hui ».
En 1904, à l'âge de 30 ans, Joseph quitte Hawaii et n'y reviendra jamais. Il commence sa carrière aux États-Unis en montant sur scène dans les théâtres de vaudeville, de la Côte est à la Côte ouest. Son groupe, appelé « Kekuku's Hawaiian Quintet », c'est-à-dire « le Quintette hawaïen de Kekuku », était parrainé par un groupe de managers appelé "Les Affiliés".
En 1919, Kekuku quitte les États-Unis pour une tournée d'une période de huit ans en Europe, avec son spectacle L'oiseau de paradis. Ce spectacle, qui avait connu ses débuts à Broadway, est bien accueilli en Europe. L'oiseau de paradis est si populaire qu'il est adapté en film en 1932, et à nouveau en 1951. Kekuku n'apparaît pas dans le film.
Kekuku rentre finalement aux États-Unis. À l'âge de 53 ans, il s'installe à Chicago et dirige une populaire et prestigieuse école de musique. En 1932, il vit avec sa femme, à Dover, dans le New Jersey, et donne des cours de guitare hawaïenne.

### Mort et héritage
Joseph Kekuku meurt d'une hémorragie cérébrale le 16 janvier 1932, à l'âge de 58 ans, à Morristown, dans le New Jersey. Il est enterré dans le cimetière d'Ochard Street.
En 1993, Joseph Kekuku est intronisé au panthéon de la Steel Guitar avec tous les honneurs dus à l'inventeur du genre. Une statue le représentant a été érigée au Centre culturel polynésien à Hawaii en 2015.